# Wendeburg
Wendeburg è un comune di 10.048 abitanti della Bassa Sassonia, in Germania.
Appartiene al circondario (Landkreis) di Peine (targa PE).
Il 1º marzo 1974 ha incorporato i territori di alcuni comuni soppressi già appartenenti al dissolto circondario di Braunschweig: Bortfeld, Harvesse, Meerdorf, Neubrück, Rüper e Sophiental.

## Geografia fisica
È attraversato dal fiume Erse.